# Ganiyu Bolayi Oseni
Ganiyu Bolaji Oseni (sinh ngày 19 tháng 9 năm 1991) là một cầu thủ bóng đá chuyên nghiệp người Nigeria đang chơi ở vị trí tiền đạo.
Oseni đã có nhiều năm thi đấu tại Việt Nam cho 7 câu lạc bộ khác nhau gồm: Kiên Giang, Hoàng Anh Gia Lai, Long An, Bình Dương, Cần Thơ, Hà Nội và Sông Lam Nghệ An. Anh cũng là thành viên của đội tuyển U-17 Nigeria giành chức vô địch Giải vô địch U-17 thế giới 2007.

## Sự nghiệp
Oseni bắt đầu sự nghiệp của mình tại câu lạc bộ Prime của Nigeria. Năm 2008, anh sang Esperance Tunis (Tunisia) thử việc. Sau đó, anh trở lại CLB Prime và được cho CSKA Moskva mượn từ ngày 2 tháng 8 năm 2008. năm 2009 anh quay trở lại Tunisia và ký hợp đồng 3 năm rưỡi với Esperance-câu lạc bộ cũ của mình.
Năm 2011, Oseni gia nhập đội bóng Kienlongnank Kiên Giang, anh ghi được 9 bàn thắng và giúp đội giành suất thăng hạng. Năm 2012, Oseni tiếp tục chơi cho đội bóng Kiên Long Bank Kiên Giang tại V-League 2012, ghi được tổng cộng 11 bàn thắng.

## Sự nghiệp quốc tế
Anh đại diện cho quê hương tại FIFA U-17 World Cup năm 2007 tại Hàn Quốc, đã chơi 6 trận và ghi 01 bàn thắng cho nhà vô địch thế giới.
Anh được gọi vào tuyển U-23 Nigeria tại vòng loại Đại hội Thể thao châu Phi vào tháng 4 năm 2011 và ghi một cú đúp trong chiến thắng 6-1 trước Liberia.